# Anton Boten

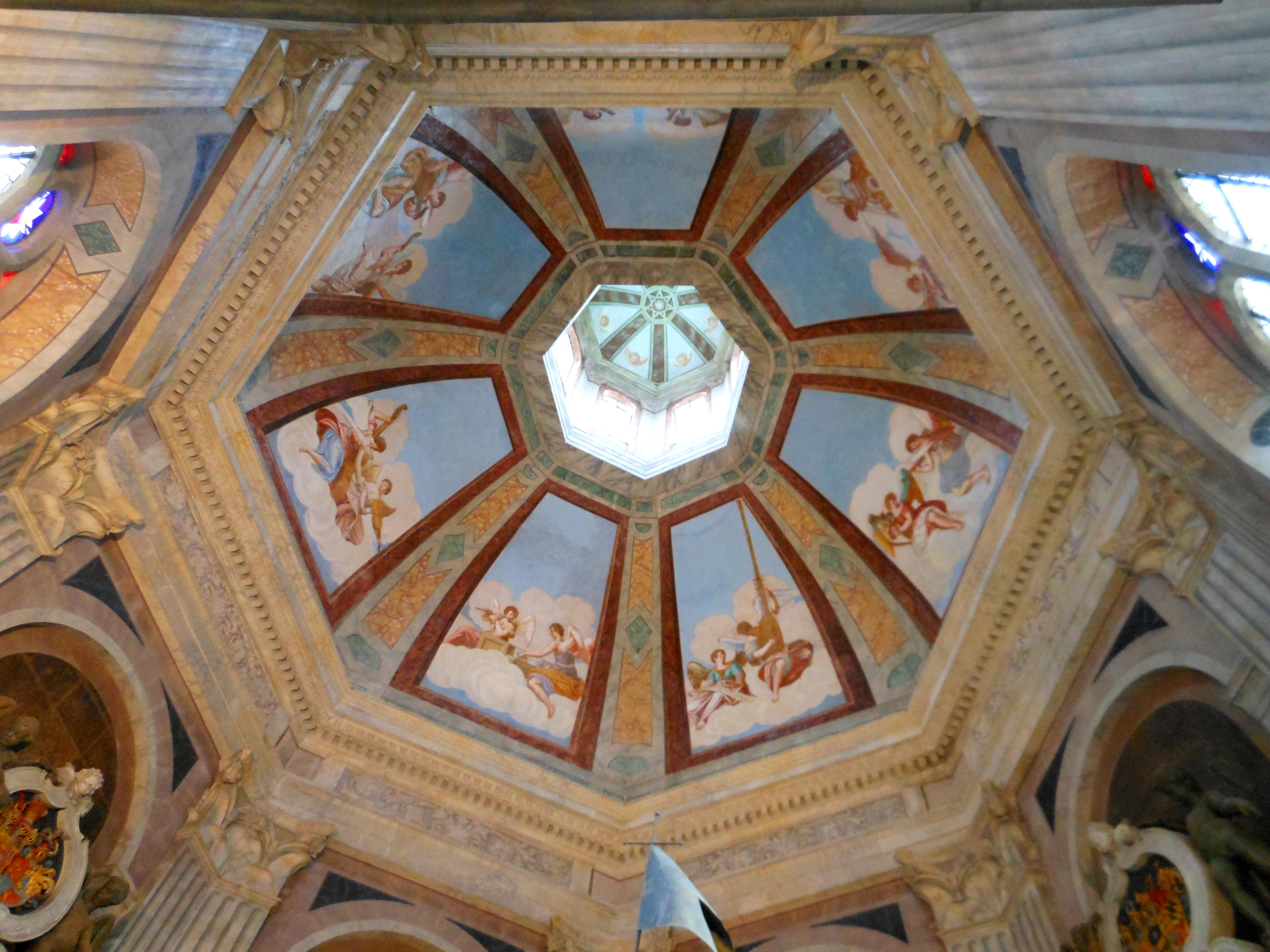
Kuppel des Fürstenmausoleums Stadthagen mit der Ausmalung von Anton Boten: der Himmel mit 14 musizierenden Engeln in den sieben Kuppelsegmenten und sieben Engelsköpfen in der Laterne

Anton Boten, auch Anton Bothe und Antonius Bote (zuerst erwähnt 1609 in Augsburg; zuletzt erwähnt 1636 in Celle), war ein deutscher Maler und Baumeister der Renaissance und des Manierismus. 

## Leben und Werk
Graf Ernst von Schaumburg schickte Boten mit einem Stipendium zu Johannes Rottenhammer in Augsburg in die Lehre. Bei der Innenausstattung von Schloss Bückeburg tritt er zuerst in Erscheinung. Er malte dort die dekorative Rahmung der Kassettendecke im heutigen goldenen Saal, die in den Zwickelfeldern die Darstellungen der vier Elemente seines Lehrers Rottenhammer enthält.
1620 beauftragte ihn Ernst mit dem Bau des von Giovanni Maria Nosseni entworfenen Mausoleums in Stadthagen und dessen Innenausmalung. In den Jahren 1625/26 malte er das Engelskonzert in Gestalt von 14 lebensgroßen musizierenden Engeln in die 7 Kuppelsegmente des Mausoleums. Die lichtvolle Heiterkeit seiner Figurenpaare erklärt sich aus seiner Kenntnis der Malerei Italiens, vermittelt durch seinen Lehrer Hans Rottenhammer, und aus eigener Anschauung als Begleiter des Grafen Ernst bei Reisen nach Venedig und Rom. Unter den Fenstern, rechts und links des Eingangs, sind zwei großformatige Ölgemälde: Die Erweckung des Lazarus und Die Vision des Ezechiel. Die Signatur des letzteren lautet: „Antonius Boten. Idem qui monumentum hoc architectatus est. Pinxit anno MDCXXVII.“ Damit weist er sich nicht nur als Maler, sondern auch als Baumeister des Mausoleums aus.

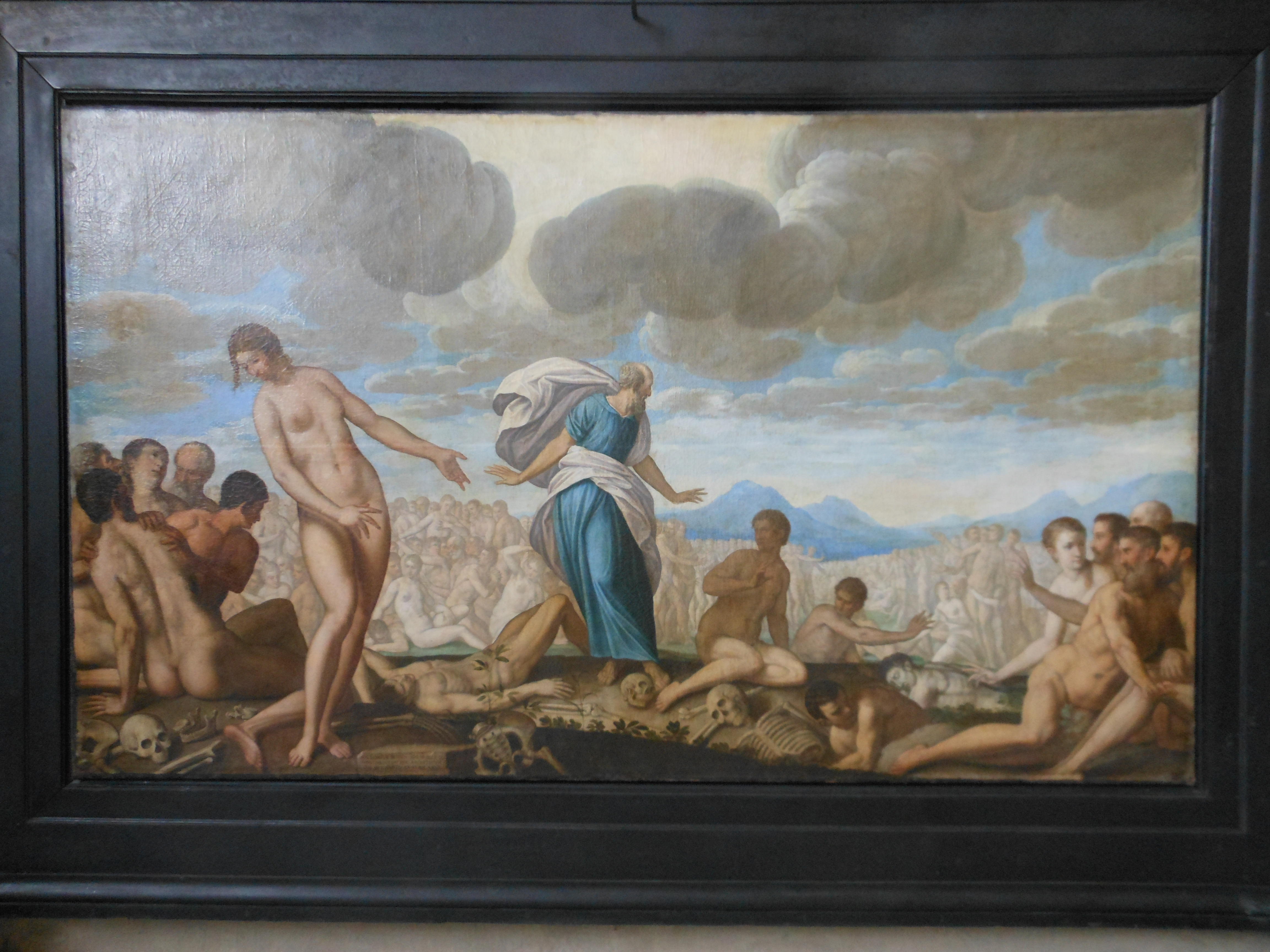
Die Belebung der Totengebeine Israels (Ez 37 EU), Fürstenmausoleum Stadthagen
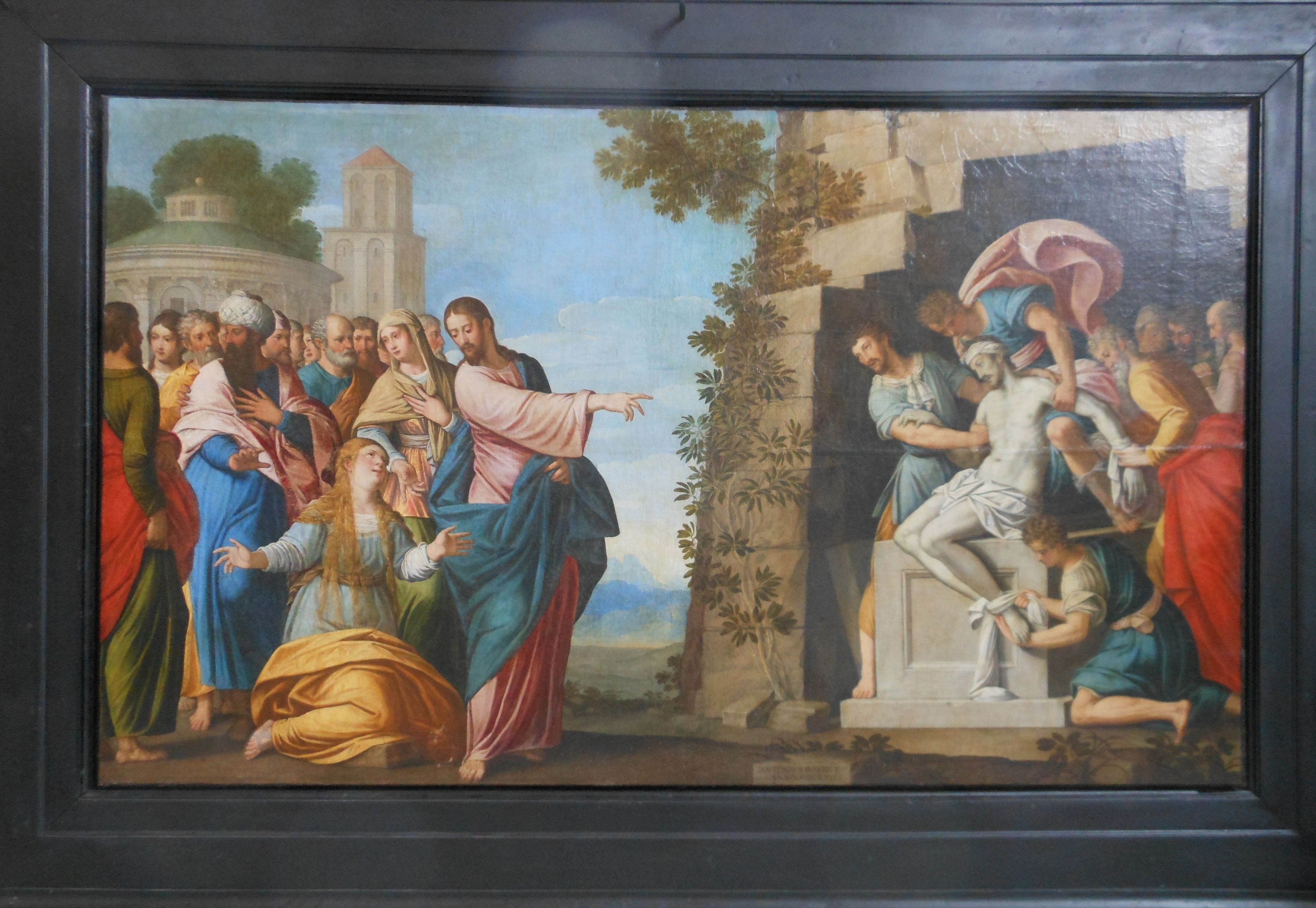
Die Auferweckung des Lazarus (Joh 11 EU), Fürstenmausoleum Stadthagen